# Samtgemeinde Nord-Elm
La comunità amministrativa di Nord-Elm (Samtgemeinde Nord-Elm) si trova nel circondario di Helmstedt nella Bassa Sassonia, in Germania.

## Suddivisione
Comprende 6 comuni:
1. Frellstedt
2. Räbke
3. Süpplingen
4. Süpplingenburg
5. Warberg
6. Wolsdorf

Il capoluogo è Süpplingen.